# Mil Mi-8
Mil Mi-8 (NATO-rapporteringsnavn: "Hip") er en russisk bygget to-turbinet transporthelikopter, der også kan bruges som ildstøttefly. Mi-8 er den helikopter som er produceret i flest eksemplarer i verden, og er i brug i over 50 lande i verden, hvor Rusland er den største operatør. Modellen blev fra starten produceret af Mil Moskva helikopterfabrik.

## Ulykker
Ved helikopterulykken på Heerodden den 30. marts 2008 styrtede en Mi-8 ned under landingen på Heerodden i nærheden af Barentsburg på Svalbard. 6 personer overlevede og 3 personer omkom ved styrtet.